# NGC 2080
NGC 2080 (Nebuloasa fantomelor) este o regiune formatoare de stele și nebuloasă de emisie la sud de nebuloasa 30 Doradus (Tarantula), în constelația sudică Dorado . Aparține Marelui Magellanic Cloud, o galaxie satelită din Calea Lactee, aflată la o distanță de 168.000 de ani-lumină .  NGC 2080 a fost descoperit de John Frederick William Herschel în 1834.  Nebuloasa capului fantomă are un diametru de 50 de ani-lumină  și este numită pentru cele două pete albe distincte pe care le deține, numite „ochii fantomei”.  Pata vestică, numit A1, are o bulă în centru care a fost creată de steaua tânără, masivă pe care o conține. Pata de est, numit A2, are mai multe stele tinere într-un grup nou format, dar sunt încă obscurate de norul lor de praf.   Deoarece niciun nor de praf nu s-a disipat din cauza radiațiilor stelare, astronomii au dedus că ambele seturi de stele s-au format în ultimii 10.000 de ani.  Aceste stele împreună au început să creeze o bulă în nebuloasă cu ieșirile lor de material, numit vânt stelar . 
Prezența stelelor influențează în mare măsură culoarea nebuloasei. Porțiunea vestică a nebuloasei are o linie dominantă de emisie de oxigen din cauza unei stele puternice de la periferia nebuloasei; acest lucru îl colorează verde.  Restul periferiilor nebuloasei au o nuanță roșie datorită ionizării hidrogenului .  Deoarece atât hidrogenul, cât și oxigenul sunt ionizate în regiunea centrală, care apare galben pal; când hidrogenul este suficient de energizat pentru a emite o a doua lungime de undă a luminii, acesta apare albastru, ca în zona din jurul A1 și A2. 
NGC 2080 nu trebuie confundată cu Ghost Nebula (Sh2-136) sau Little Ghost Nebula (NGC 6369). 